# Pointe de Chaligne
La pointe de Chaligne est un sommet de la Vallée d'Aoste, point le plus élevé du territoire de la commune du chef-lieu régional Aoste, appartenant au chaînon Grande Rochère-Grand Golliat.

## Caractéristiques
Le sommet se situe entre les communes d'Aoste, Gignod et Sarre, constituant le point le plus élevé des deux premières.
Deux croix en bois se situent au sommet.

## Procession
Une procession a lieu le 16 août au départ à Gignod jusqu'au sommet.